# 田中次郎 (アナウンサー)
田中 次郎（たなか じろう、1975年3月7日 - ）は、青森放送の報道部部長で元アナウンサー。1998年に青森放送入社。同期に小林あずさがいる。

## 来歴
青森県青森市出身。青森県立青森高等学校、慶應義塾大学を卒業。
ここ数年において、青森放送の男性アナウンサーの中では唯一の地元出身者でもあった。
生テレビのレポーターや、お昼の東奥日報ニュース、ラジオではあおもりTODAY、おはようワイドあおもりなどを担当した後、2005年4月に報道部へ記者として異動となった。

## 過去のテレビ担当番組
- 生テレビ
- 東奥日報ニュース

## 過去のラジオ担当番組
- おはようワイドあおもり
- あおもりTODAY
- ナイトブリッジ・フォー・ユー
- 次郎長裁判